# Louvignies-Quesnoy
Louvignies-Quesnoy és un municipi francès, situat a la regió dels Alts de França, al departament del Nord. L'any 2006 tenia 960 habitants. Limita amb Le Quesnoy, Potelle, Raucourt-au-Bois, Englefontaine, Poix-du-Nord, Salesches i Ghissignies.

## Demografia
| 1962                                       | 1968 | 1975 | 1982 | 1990 | 1999 |
| ------------------------------------------ | ---- | ---- | ---- | ---- | ---- |
| 837                                        | 846  | 809  | 814  | 915  | 901  |
| Des de 1962: població sense dobles comptes |      |      |      |      |      |

## Administració
| Període   | Identitat     | Partit |
| --------- | ------------- | ------ |
| 2001-2008 | Gérard Amand  |        |
| 2008-     | Alain Michaux |        |